# Gas South體育館
Gas South體育館是一座位於美國喬治亞州杜魯斯的室內體育館。該體育館最初名為Gwinnett Civic中心體育館，後來更名為Gwinnett體育館和無限能量體育館。

## 外部連結
- 官方网站